# MORA – Gib Dir echtZeit
MORA – Gib Dir echtZeit ist ein experimentelles Fernsehformat des Bayerischen Rundfunks auf dem Sender ARD-alpha. Dabei wird die Tätigkeit eines Menschen über einen Zeitraum von 60 Minuten gefilmt. Auf Kommentare, Hintergrundmusik und Schnitte wird verzichtet. Die Aktivität wird aus mehreren Perspektiven gefilmt und im Split Screen Format arrangiert.

## Episoden
1. Der Zeichner – Die Anfertigung einer Zeichnung
2. Der Eisbildhauer – Das Schnitzen einer Eisskulptur
3. Der Uhrmacher – Die Reparatur und Montage einer Savonnette-Taschenuhr
4. Die Synchronschwimmerinnen – Das Einstudieren einer Choreographie
5. Der Schmuckdesigner – Die Herstellung von zwei Ringen
6. Die Mosaiklegerin – Die filigrane Arbeit an einem Mosaik
7. Der Trockenmaurer – Der Bau einer Trockenmauer in einem Weinberg
8. Die Cellobauerin – Die Arbeit an zwei Celli